# بوبي جيبس
بوبي جيبس (بالإنجليزية: Bobby Gibbes)‏ (و. 1916 – 2007 م) هو طيار بطل أسترالي، ولد في يونغ، ويحمل رتبة عسكرية قائد جناح، توفي في سيدني، عن عمر يناهز 91 عاماً.

## التعليم
تعلم في All Saints' College, Bathurst ‏
.

## الخدمة العسكرية
خدم في القوات الجوية الملكية الأسترالية.

## جوائز
حصل على جوائز منها:
- ميدالية نيشان أستراليا في 26 يناير 2004[2]
- نيشان الخدمة المتميزة  [لغات أخرى]‏